# Dorylus nigricans
Dorylus nigricans (лат.) — вид средних по размеру кочевых муравьёв рода Dorylus из подсемейства Dorylinae (Formicidae).

## Описание
Рабочие имеют длину около 1 см (от 3 мм у мелких рабочих до 13 мм у крупных солдат), самцы до 3 см. Тёмно-коричневые, почти чёрные, голова, пронотум и большая часть брюшка блестящие, задняя часть головы и первый сегмент брюшка субматовые. Крылья самцов затемнённые. Самки до 5 см. Постоянных гнёзд не строят, образуют временные бивуаки. Дюфуровые (ядовитые) железы рабочих муравьёв подвида D. (Anomma) n. molestus содержат, главным образом неразветвлённые алкены и алканы, (Z)- 9-tricosene и tricosane (составляющие более 70 %) и малое количество (нанограммы) дигидрофарнезола. Крупные (солдаты), средние и малые (минимы) рабочие содержат примерно одинаковые спектры этих веществ в их железах.
- Солдат сверху
- Солдат сбоку

## Распространение
Западная Африка.

## Систематика
Вид относится к подроду Anomma Shuckard, 1840 и впервые был описан по крылатым самцам. Описанный в 2022 году ископаемый таксон Dissimulodorylus perseus Sosiak, Borowiec & Barden, 2022 позднее был сведён в синонимы к Dorylus nigricans.
Выделяют несколько подвидов (иногда в статусе самостоятельных видов):
- Dorylus nigricans Illiger, 1802
  - Dorylus nigricans arcens (Westwood, 1847)
  - Dorylus nigricans burmeisteri (Shuckard, 1840)
  - Dorylus nigricans molestus (Gerstaecker, 1859)[8]
  - Dorylus nigricans nigricans Illiger, 1802
  - Dorylus nigricans pallidus Santschi, 1921
  - Dorylus nigricans rubellus (Savage, 1849)
  - Dorylus nigricans sjoestedti Emery, 1899
  - Dorylus nigricans sjostedtiwilverthi (Wasmann, 1917)
  - Dorylus nigricans terrificus Santschi, 1923[9]

## Фильмография
В 2006 году вышел документальный фильм «Осаждённая крепость» (фр. La Citadelle assiégée), главными героями которого были муравьи вида Dorylus nigricans.